# Mokanje
Mokanje (cyr. Мокање) – wieś w Czarnogórze, w gminie Danilovgrad. W 2011 roku liczyła 32 mieszkańców.